# 林肯 (威斯康星州)
林肯（英語：Lincoln），是一个美國小镇，位於威斯康星州门罗县。根據2000年的人口普查，當地人口為827人。

## 地理
根据美国人口普查局，该镇的总面积为34.9 平方英里(90.3 平方公里2)，其中，34.0 平方英里(88.2 平方公里2)為陸地，和0.8 平方英里(2.1 平方公里2)為水域。